# モハメド・ビジェ
モハメド・ビジェ（ペルシア語: محمد بيژه 、Mohammed Bijeh、1987年2月7日 – 2007年3月16日）は、イランの連続殺人犯。裁判において彼は2004年3月から9月にかけて41人の少年をレイプした上で殺害したと述べており、鞭打ち100回の刑の後に死刑に処せられる判決が下された。その後の調査で少年たちは8歳から15歳の間の年齢であり、大人も2人含まれていることが判明した。
2007年3月16日彼が殺害事件を起こした付近のテヘラン州のパークダシュト郡の町、パークダシュトで5000人もの観衆の前で彼のシャツが脱がされ、鉄の柱とつながれた手錠をかけられて、裁判と異なる係官から鞭打ちの刑罰を受けた。刑罰の最中に何度も彼は地面に倒れたものの叫び声をあげることはなかった。犠牲者の親類のうちの一人は係官を通して彼に鞭を打つことを許された。その後、彼の首に青いナイロンのロープの輪が通され、死亡が確認されるまでクレーンで地上10メートルの高さまで釣りあげられた。